# Santa Fe (Romblon)
Santa Fe è una municipalità di quinta classe delle Filippine, situata nella Provincia di Romblon, nella regione di Mimaropa.
Santa Fe è formata da 11 baranggay:
- Agmanic
- Canyayo
- Danao Norte
- Danao Sur
- Guinbirayan
- Guintigbasan
- Magsaysay
- Mat-i
- Pandan
- Poblacion
- Tabugon